# Gabriel Oddone
Pour les articles homonymes, voir Oddone.
Gabriel Oddone, né à Montevideo le 5 septembre 1963, est un économiste, enseignant et homme politique uruguayen. Il est ministre de l'Économie et des Finances depuis le 1er mars 2025.
Fils du couple des historiens Oddone. Il est un économiste libéral revendiqué et réputé en Amérique latine, il est proche du Front large, membre du PS jusqu'en 2015 et aujourd'hui proche des Seregnistas.

## Biographie

### Famille, études et enseignant
Gabriel Oddone est né à Montevideo le 5 septembre 1963. Il est le fils des historiens Blanca París de Oddone et Juan Oddone (es).
Il est diplômé en tant qu'historien de l'économie de l'Université de Barcelone et en tant qu'économiste à l'Université de la République. Il est associé au sein du cabinet professionnel CPA Ferrere, responsable de l'analyse économique et de la  Finance. Il travaille également comme consultant pour la Banque interaméricaine de développement et la Banque mondiale.
Il enseigne également à l'Université de la République, notamment la politique économique et des fondamentaux de l'analyse économique et l'histoire économique à l'Université ORT d'Uruguay (es).

## Parcours politique

### Jeunesse au Parti socialiste
En 1984, il rejoint l'organisation de jeunesse du Parti socialiste d'Uruguay et occupe diverses fonctions jusqu'en 1990. 
En tant qu'étudiant,  il est membre du groupe 98 de la Fédération des étudiants universitaires de l'Uruguay, qui rassemble des jeunes dirigeants du PS, du Parti démocrate-chrétien et de la liste 99. À l'époque, il côtoie des futurs dirigeants, notamment Álvaro García.
En 2015, après de nombreux désaccords stratégiques et idéologiques, notamment celle du Parti socialiste de désapprouver l'Accord sur le commerce des services, il décide de quitter le parti.

### Économiste social-démocrate, libéral et astoriste
En tant qu'économiste, Gabriel Oddone se revendique comme social-démocrate ou libéral de gauche. Malgré son départ du Parti socialiste en 2015, il est un électeur de la coalition et revendique l'héritage de l'homme politique Danilo Astori, figure social-démocrate historique de la coalition.
En octobre 2023, il crée et devient le président du Think tank « Agora », dont l'objectif est d'« influencer le débat public » et se lancer dans la vie politique partisane.

### Ministre de l'Économie et des Finances
En décembre 2024, Gabriel Oddone est nommé ministre de l'Économie et des Finances par Yamandú Orsi. Sa nomination est poussée par le centre-gauche voir centre du Front large, comme le parti Seregnistas-Progresistas et son dirigeant Mario Bergara (es),. Il a notamment participé au dernier meeting du mouvement le même mois.
Sa nomination est mal perçue par les figures ou les mouvements les plus à gauche du Front large, comme le ministre du Travail Juan Castillo (PCU), la sénatrice Constanza Moreira (Casa Grande) ou Gonzalo Civila (PS).